# Degn Brøndum
Pour les articles homonymes, voir Brøndum.
Christen Degn Brøndum (21 mars 1856 — 18 avril 1932) était le propriétaire du Brøndums Hotel à Skagen, Danemark, qui était étroitement lié aux peintres de Skagen.

## Biographie
Né à Skagen, Brøndum est le fils d'Erik Andersen Brøndum et d'Ane Hedvig Møller qui tenaient l’hôtel avant lui, et le frère d'Anna Ancher, qui deviendra un des peintres de Skagen. Il dirige l'hôtel à partir de 1880. Il est l'un des fondateurs du Musée de Skagen en 1908.
En tant qu'amateur d'art passionné, Brøndum fournissait le logement pour nombre des artistes qui venaient passer les mois d'été à Skagen. En plus de Michael Ancher, qui se maria avec sa sœur Anna, P.S. Krøyer, Christian Krohg, Carl Locher, Holger Drachmann, Agnes et Harald Slott-Møller, Georg Brandes, Thorvald Bindesbøll et Hugo Alfvén firent partie de ses invités. Quand les artistes manquaient d'argent, ils pouvaient payer le logement en portraits qui étaient exposés dans la salle à manger. Quand la salle à manger fut trop petite pour accueillir le nombre croissant d'invités, Brøndum demanda à Bindesbøll de concevoir une pièce plus grande où tous les tableaux pourraient être accrochés.